# Amt für Arbeitskolonien
Das Amt für Arbeitskolonien war eine Institution des Verbandes der Schweizer Studierendenschaften, die in den 1920er und 1930er Jahren existierte. Der VSS gründete 1925 das Amt für Arbeitskolonien, und 1930 rief er einen «Heuerdienst» ins Leben; 1954 wurden die studentischen Arbeitskolonien des VSS abgeschafft.

## Studentische Arbeitskolonien
Die „studentischen Arbeitskolonien“ waren, neben dem freiwilligen Arbeitsdienst für Arbeitslose und dem Internationalen Zivildienst, eine Form des Freiwilligendienstes in der Schweiz. Sie wurden 1925 vom Amt für Arbeitskolonien des Verbandes der Schweizer Studentenschaften ins Leben gerufen.
Die studentischen Arbeitskolonien wurden vom Verband der Schweizer Studierendenschaften ins Leben gerufen, nachdem Heinrich Federer 1925 die Schweizer Studenten dazu aufrief, die Burgruine Misox wiederaufzubauen helfen. Während es bei den Arbeitslosen um deren Beschäftigung ging, stand „bei den studentischen Arbeiten das geschaffene Werk als Hilfe für die Schweizer Bergbevölkerung im Vordergrund“.  Unter Nationalrat Traugott Waldvogel wurde die Arbeit ausgedehnt.
Max Frisch arbeitete 1932 bei einer studentischen Arbeitskolonie im Straßenbau mit, um sich mit körperlicher Arbeit abzulenken.
Während des Zweiten Weltkrieges leisteten die studentischen Arbeitskolonien Arbeit, die der Sicherheit der Schweizer Randregionen dienen sollten.

## Organisation, Geschichte und Wirkung des Amts für Arbeitskolonien
In den Händen des Amtes für Arbeitskolonien lag die gesamte Organisation des studentischen Hilfsdienstes. Die Auswahl an Arbeitsprojekten geschah in enger Zusammenarbeit mit den zuständigen kantonalen und eidgenössischen Behörden: die Eidgenössische Oberforstinspektion und die Abteilung für Landwirtschaft des Eidgenössischen Volkswirtschaftsdepartementes sowie die kantonalen Kultur- und Forstingenieure. Diesen öffentlichen Amtsstellen wurde die Ausarbeitung der Projekte und die technische Leitung der Arbeiten übertragen. Die Kosten betrugen 1933 etwa zwischen 4.60 und 4.80 Schweizer Franken pro Arbeitstag und Mann (Frauen waren offenbar nicht zugelassen?); damit konnten sämtlichen Ausgaben, die dem Amt für Arbeitskolonien aus Verpflegung, Transporten, Anschaffung von Werkzeugen und Küchenmaterial, Verwaltung, Kolonievorbereitung usw. entstanden, gedeckt werden. Gelder dafür erhielt das Amt von Bundessubventionen von 2.50 Franken und über eine kantonale Subvention von 1 Franken pro arbeitender Person und Arbeitstag. Der jährliche Fehlbetrag von etwa 12.000 Franken konnte durch freiwillige Beiträge von Gönnern gedeckt werden. Die studentischen Gelder kamen durch den «Koloniefranken», der jede(r) Studierende pro Semester beitragen musste zustande. Räumlichkeiten und Transporte konnten von den von der Arbeit profitierenden Gemeinden aufgebracht/beigesteuert/garantiert werden. Das Militär trug Material zum Schlafen für die Studenten bei, und die Werkzeuge konnte sich das Amt für Arbeitskolonien mit der Zeit selbst anhäufen.
Eine Kolonie zählte immer etwa 50 Personen und vier oder fünf Studentinnen, die in der Küche mithalfen. Wenn in derselben Gemeinde zwei Kolonien arbeiteten, so bestimmte das Amt für Arbeitskolonien einen Leiter für beide. Das Amt realisierte unter anderem Studentische Arbeitskolonien in Misox, Bosco, Casaccia und Vicosoprano (unter anderem zwischen 1925 und 1928), Meliorationsarbeiten in den Coloni del Boscone Biasca (um 1936) Auch in Ausserberg, Ergisch und Blitzingen (Wallis).
Präsident des Amtes für Arbeitskolonien war unter anderem Otto Zaugg sowie der Journalist Hans Ulrich Jucker.
Bundesrat Rudolf Minger war ein Förderer der Idee des Amtes für Arbeitskolonien.

„Der Verband der Schweizerischen Studentenschaften führte durch sein Amt für Arbeitskolonien studentische Arbeitskolonien und den studentischen Heuerdienst durch. Die Studierenden sind auf diese Weise vor allem der notleidenden Gebirgsbevölkerung Jahr für Jahr helfend zur Seite gestanden. Daneben verfolgt der studentische Arbeitsdienst ideelle Ziele : die Förderung des Kameradschaftsund Gemeinschaftsgedankens und das Vertrautwerden der Studierenden mit andern Volkskreisen.“

(Quelle: Botschaft des Bundesrates an die Bundesversammlung über die Förderung des freiwilligen Landdienstes (vom 9. Juli 1946))

## Archivquellen
- Bestand: NL Otto Zaugg.  Dossier: Amt für Arbeitskolonien des Verbandes Schweiz. Studentenschaften (VSS).   Archiv für Zeitgeschichte.
- Verband Schweizerischer Studentenschaften: Arbeitskolonien, Heuerdienst im Schweizerischen Bundesarchiv
- Zeitungsartikel zu den Jahrestagungen des Weltstudentenwerkes und die Arbeitskolonien für Jugend und Studentenschaft, 1937–1939 im Archiv für Zeitgeschichte

## Publikationen
- Der studentische Hilfsdienst: Jahresbericht und Betriebsrechung. Zürich: VSS. OCLC 637490152
- Studentischer Arbeitsdienst / Verband der schweizerischen Studentenschaften: Der studentische Hilfsdienst. Zürich-Selnau: Leeman. OCLC 605261939
- Zwei Jahre studentischer Hilfsdienst: Die Tätigkeit des Amtes für Arbeitskolonien. Bern: VSS. OCLC 637490273 OCLC 634804201
- Pro Campagna Bericht über die Freiwilligen-Kolonie Misox. 1925.
- Die Studentenferienkolonie Bosco. 1926.
- Peter Schulthess: Die Arbeitskolonien des Verbandes Schweizerischer Studentenschaften 1925–1928 (Misox, Bosco, Casaccia, Vicosoprano). In: Schweizerische Hochschulzeitung. Band 2, Nr. 5/6, 1929 (mit Vorworten von Giuseppe Motta & Arthur Rohn).
- Die drei studentischen Arbeitskolonien im Wallis. Jahresbericht und Bilanz. 1929.
- Der studentische Hilfsdienst 1930. 1930.
- Der studentische Hilfsdienst. 1931.
- Arbeitskolonien Hilfsheuerdienst. 1932.
- Otto Zaugg: Arbeitsdienst in der Schweiz. In: Die Berner Woche in Wort und Bild. Ein Blatt für heimatliche Art und Kunst. Band 23 (1933), Heft 44, S. 698–701 (doi:10.5169/seals-648278).
- Jahresbericht des studentischen Hilfsdienstes, mit einem Vorwort von Bundesrat Rudolf Minger. Rezension in: Illustrierte schweizerische Handwerker-Zeitung: unabhängiges Geschäftsblatt der gesamten Meisterschaft aller Handwerke und Gewerbe, Band 50–51 (1933), Heft 7, Seite 70.
- Studentische Arbeitskolonien und freiwilliger Arbeitsdienst. Rede, gehalten am ETH-Tag 1934 (22. November) durch Otto Zaugg, Präsident des Amtes für Arbeitskolonien des VSS, 6 Seiten (1934)
- Das Amt für Arbeitskolonien. Bericht über die Tätigkeit im Jahre 1934. (UNOG u. a.)
- Verband der Schweizerischen Studentenschaften, Jahresbericht 1934 (98 Seiten), unter anderem mit Jahresbericht von Otto Zaugg, Seiten 20–29 (1934)
- Verband der Schweizerischen Studentenschaften, Jahresbericht 1935 (48 Seiten), unter anderem mit Bericht von Otto Zaugg über die 14. Jahrestagung des Weltstudentenwerkes in Holland, Seiten 39–41 (1935)
- Das Amt für Arbeitskolonien. 1935.
- Coloni del Boscone Biasca. Broschüre mit Bericht über die Meliorationsarbeiten, Januar 1936. Zürich: Berichthaus, 1936. (13 Seiten) OCLC 635579430
- Der studentische Hilfsdienst 1936-1937.
- Studentische Arbeitskolonien 1937.
- Auf in die Arbeitskolonien. 1938.
- Studentische Arbeitskolonien. Broschüre, 1938, unter anderem mit Beitrag von Otto Zaugg (1938)
- Zwei Jahre studentischer Hilfsdienst 1939-1940. Zürich: Verband der Schweizerischen Studentenschaften, 1941. OCLC 600830979
- Zwei Jahre studentischer Hilfsdienst 1941-1942.
- Zwei Jahre studentischer Arbeitsdienst 1943-1944.
- Verband der schweizerischen Studentenschaften: Zwei Jahre studentischer Hilfsdienst – 1947-1948: die Tätigkeit des Amtes für Arbeitskolonien. Horgen: Studer, 1949. OCLC 603063822